# Mashup-Germany

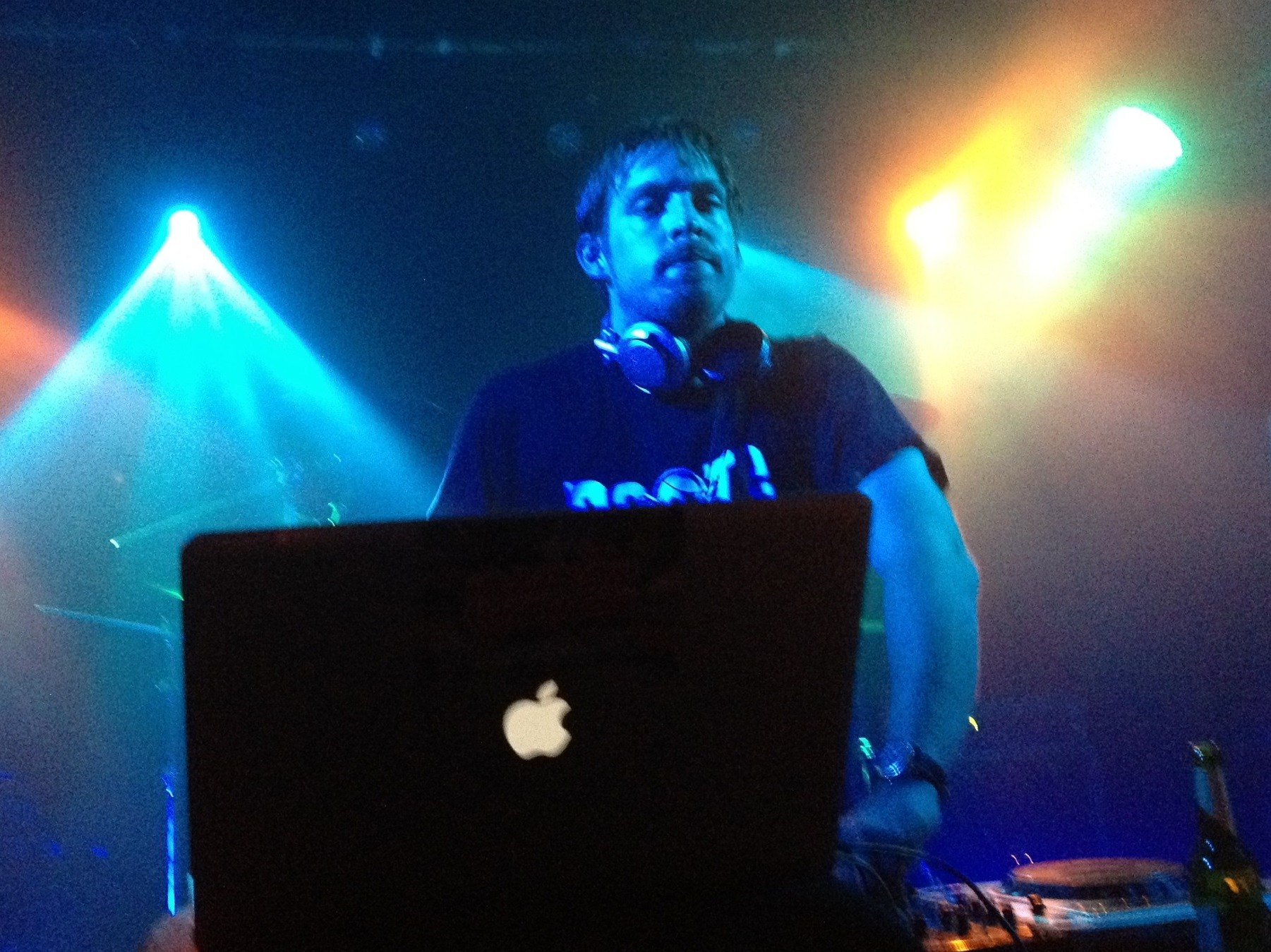
Mashup-Germany (2012)

Mashup-Germany (* 13. März 1984 in Köln; bürgerlich David Wessel), auch bekannt als Ben Stilller, ist ein deutscher DJ, Musikproduzent und Musikredakteur mit US-amerikanischen Wurzeln. Er zählt zu den führenden Produzenten von Mashups, durch die er international Bekanntheit erlangte.
Das Pseudonym Ben Stilller wählte er nicht als Hommage an den US-amerikanischen Schauspieler Ben Stiller, sondern in Anlehnung an seinen in den 1960er Jahren in Philadelphia ermordeten Großvater Ben sowie den Roman Stiller des Schweizer Schriftstellers Max Frisch.

## Leben
Wessel stammt aus Frankfurt, seinem derzeitigen Wohnort. Seit seinem zwölften Lebensjahr spielt er Schlagzeug, seit dem 14. Lebensjahr ist er in verschiedenen Bands aktiv und begann sich etwa zur selben Zeit als DJ zu betätigen. Zudem spielt er Klavier. 2001 hörte er das erste Mal ein Bootleg, war zu diesem Zeitpunkt allerdings noch weit davon entfernt, eigene zu produzieren. Seit September 2008 veröffentlicht Mashup-Germany seine Mashup-Remixe, auch Bastard Pop genannt, unter dem Namen seines Projekts „Mashup-Germany“ zum kostenfreien Download im Internet. Dazu produziert er passende Musikvideos. Zwischen 2009 und 2012 entstanden fünf Doppelalben, ein Best-Of-Album sowie zahlreiche Single-Mashups. Der Mashup-Titel Top Of The Pops 2011 [What the Fuck] erreichte bei YouTube mehr als 15 Millionen Aufrufe. Mit einigen Mashups führte er die internationalen Remixcharts an. Als Resident-DJ legt er bei der weltweit größten Mashup-Partyreihe Bootie in Berlin auf. In der Sendung You FM Sounds werden wöchentlich die von Mashup-Germany produzierten Mashups gespielt. Bei weiteren internationalen Radiosendern waren seine Mashups zu hören, darunter Radio Fritz, N-Joy, Funkhaus Europa, 1 Live, Radio Fantasy, dem britischen Sine FM sowie dem US-amerikanischen Jam FM. Inzwischen ist Mashup-Germany weltweit als DJ tätig. Dabei war er unter anderem bereits zweimal in Brasilien auf Tournee unterwegs. Zudem hatte er 2011 einen Auftritt beim Summerjam zu verzeichnen. Weiterhin trat er unter anderem mit Künstlern wie den Beginnern, K.I.Z, Frittenbude, den DJs from Mars, Nosliw sowie Seeed auf. Für Cris Cosmo produzierte er als offizielles Mashup die Single Alle in einem Boot, die 2009 auf dessen Album Musik für die Bewegung erschien. Ein weiteres offizielles Mashup ist in Zusammenarbeit mit Mono & Nikitaman entstanden. 2012 produzierte er zusammen mit fünf weiteren Musikern das Mashup-Album Maop, eine Hommage an das Album Raop von Cro. Am 24. Dezember 2012 veröffentlichte Mashup-Germany das siebte Album Made in Germany. Dieses Album enthält zur Hälfte neue Lieder, welche sich auf der ersten CD befinden, sowie zur anderen Hälfte Lieder der zweiten Jahreshälfte 2012.

## Urheberrechtsdebatte
Mashup-Germany veröffentlicht seit September 2008 unter dem Namen seines Projekts „Mashup-Germany“ die produzierten Mashup-Remixe zum kostenfreien Download im Internet. Er spricht regelmäßig in den Medien von den Urheberrechtsverletzungen, die er dabei nach geltendem deutschen Recht begeht. Weiterhin mutmaßt er, dass er bislang auf wenig rechtliche Probleme seitens der Musikindustrie gestoßen ist, da er bewusst keine kommerziellen Zwecke mit seinen Produktionen und Veröffentlichungen verfolgt. So wird explizit keine Werbung auf seiner Internetpräsenz geschaltet, zudem werden sämtliche Einnahmen aus dem Merchandising der MashUps gespendet.
Dennoch wurde sein Benutzerkonto bei YouTube, das zu diesem Zeitpunkt bereits zwischen zehn und elf Millionen Aufrufe verzeichnete, auf Initiative des Musiklabels Warner Music Group im Januar 2011 geschlossen.
Im Juli 2015 wurde auch sein soundcloud-Konto, das bis dahin fast 70 Millionen Abspielungen verzeichnete, zusammen mit allen dort gehosteten Liedern gelöscht.
Mashup-Germany fordert die Reformierung des deutschen, europäischen, und in letzter Instanz weltweiten Urheberrechts. Er vertritt die Meinung, die Nutzung von geschütztem Material solle frei möglich sein, sofern sie nicht zu kommerziellen Zwecken erfolge. Eine positive Tendenz attestiert er hierbei der Creative-Commons-Lizenzierung sowie der Kulturflatrate. In der Musikszene sieht er die fehlende Lobby der Musikkonsumenten als größtes Hemmnis für ein schnelles, zumindest aber kontinuierliches Voranschreiten in Richtung eines moderaten und liberalen Urheberrechts hinsichtlich nicht kommerzieller Verwertung.

## Unterstützung durch Künstler und ihre Musiklabels
Mashup-Germany sieht seine Mashups nicht in direkter Konkurrenz zu den ursprünglichen Musiktiteln der Künstler, sondern vielmehr als Weiterentwicklung, die sogar zur Musikpromotion dieser Künstler führe. Dadurch werden seine Mashup-Remixe ohne vorheriges Einholen der urheberrechtlichen Verwertungsrechte von den meisten Künstlern und ihren Musiklabeln toleriert. Er erhält mittlerweile Unterstützung von den Musiklabeln der meisten deutschsprachigen Künstler, die ihm auf Anfrage die Studiospuren bereitstellen, um A-cappella- und Instrumental-Tonspuren zu neuen Mashup-Titel zusammensetzen zu können. In den Fällen, in denen ihm keine separaten Tonspuren der Vocals zur Verfügung stehen, extrahiert er die Vocals aus den veröffentlichten Singles per Phaseninvertierung.
Weiterhin erhält Mashup-Germany aktive Unterstützung von verschiedenen internationalen Künstlern, die seine Mashup-Remixe auf ihren Webseiten verlinken oder sich dazu positiv äußern, darunter Jimmy Eat World, Matisyahu, blink-182, Jan Delay, Uwe Kaa, Cris Cosmo, Jamaram und die Beatsteaks. Einige dieser Künstler haben bei Mashup-Germany angefragt, um die Produktion eines gemeinsamen Mashups vorzunehmen.

## Diskografie

### Singles
- 2010: Top of The Pops 2010 (Too many Earworms)
- 2011: Top of The Pops 2011 [What the Fuck]
- 2011: Fixing Titanium
- 2011: My Bitter Cheap Symphony (still sweet)
- 2012: Can’t Hold Superfreakz
- 2012: Life of bad touch
- 2012: Somewhere Ohne Kompass
- 2012: Sweet Monsters Of Mine
- 2012: This Is Love
- 2012: If I Lose My Self Tonight
- 2012: Eisener Steg (Fade Into Darkness)
- 2012: Bilder Im Kopf (Hör Mal Wer Da Hämmert)
- 2012: Dibby Bites The Dust
- 2012: Top of the Pops 2012 (Scream & Shout)
- 2012: The Day The Music Died
- 2012: I’m coming home
- 2013: Riddle auf zwei Beinen
- 2013: Animals Anthem (Watch out for this)
- 2013: And Ding Danced
- 2013: Top of the Pops 2013 (Hey Brother)
- 2014: Wake me radioactive
- 2014: Alles steht unter Strom
- 2014: I am who I am (Am I wrong)
- 2014: Zeit ist knapp
- 2014: Dancing With Tears In My Eyes
- 2014: Dream of CalifoRnicatiOn
- 2014: Auf uns (Football’s coming home)
- 2014: Call it magic
- 2014: You gotta shakin’ it
- 2014: Bad C.U.B.A
- 2014: No Bad Chick
- 2014: Bloesem Jam
- 2014: Nights full of stars
- 2014: 1Live Krone Mashley 2014
- 2015: Top of the Pops 2014 (Days and Nights)
- 2015: Wadde Funk da
- 2015: Believe in your best Levels 2015
- 2015: Cheerleader Freaks
- 2015: See you again (The circle of life)
- 2015: Don’t love me like you do
- 2015: Pirate’s Ding 2015 (Whoomp that Energiesparlampe)
- 2015: Top of the Pops 2015
- 2016: Riddle auf zwei Beinen 2016 (feat. Andry J)
- 2016: Top of the Pops 2016[21]
- 2017: Top of the Pops 2017 (More than you know)[22]
- 2018: Top of the Pops 2018 (rise of cordula)[23]
- 2019: Top of the Pops 2019[24]
- 2020: Top of the Pops 2020 (FCK 2020 Recap)[25]
- 2021: Top of the Pops 2021 (Just press Rewind)

### Autorenbeteiligungen
- 2024: Pink (Vanessa Mai feat. HBz)

### Alben
- 2009: Mashup-Germany – Vol.1 – Introducing BenStilller
- 2009: Mashup-Germany – Vol.2 – Generation Mashup
- 2009: Mashup-Germany – Vol.3 – Pirate’s Poetry
- 2011: Mashup-Germany – Vol.4 – Recycling Revolution
- 2011: Mashup-Germany – Vol.5 – Mash Mob
- 2011: Mashup-Germany – Best of 2008–2011
- 2012: Mashup-Germany – Vol.6 – Back to the future
- 2012: MAOP – The official Cro Mashup-Album
- 2012: Mashup-Germany – Vol.7 – Made in Germany
- 2013: Mashup-Germany – Vol.8 – Die Neuland LP …Nummer 8
- 2014: Mashup-Germany – Vol.9 – Uppers & Downers
- 2015: Mashup-Germany – Vol.10 – Reboot:Summer
- 2016: Mashup-Germany – Vol.11 – #alletanzen
- 2017: Mashup-Germany – Vol.12 – NOW vs. THEN
- 2018: Mashup-Germany – 10YEARS